# Drávafüred
Drávafüred (horvátul: Oporovec) falu Horvátországban, Muraköz megyében.  Közigazgatásilag Perlakhoz tartozik.

## Fekvése
Csáktornyától 20 km-re, Perlaktól 5 km-re délkeletre a Dráva bal partján fekszik.

## Története
A  települést 1245-ben említik először, nevét Opor nevű első birtokosáról kapta. 1478-ban "Oporowecz" néven a csáktornyai uradalom falvai között említik.
1477-ben Hunyadi Mátyás Ernuszt János budai nagykereskedőnek és bankárnak adományozta, aki megkapta a horvát báni címet is. 1540-ben a csáktornyai Ernusztok kihalása után az uradalom rövid ideig a Keglevich családé. 1546-ban I. Ferdinánd király adományából a Zrínyieké lett. 
Miután Zrínyi Pétert 1671-ben felségárulás vádjával halálra ítélték és kivégezték minden birtokát elkobozták, így a birtok a kincstáré lett.  1715-ben III. Károly a Muraközzel együtt gróf Csikulin Jánosnak adta zálogba, de a király 1719-ben szolgálatai jutalmául elajándékozta Althan Mihály János cseh nemesnek 1791-ben az uradalommal együtt gróf Festetics György vásárolta meg és ezután 132 évig a tolnai Festeticsek birtoka volt.
Vályi András szerint " OPOROVECZ. Horvát falu Szala Várm. földes Ura G. Álthán Uraság, lakosai katolikusok, fekszik Draskovecznek szomszédságában, mellynek filiája, közép termékenységű földgyei vannak."
1910-ben 721, túlnyomórészt horvát lakosa volt. A trianoni békeszerződésig Zala vármegye Perlaki járásához tartozott. 1918-ban a Szerb–Horvát–Szlovén Királysághoz, majd  Jugoszláviához tartozott. 1941 és 1945 között visszakerült Magyarországhoz. 1990-ben a független Horvátország része lett.. 2001-ben lakosainak száma 425 volt.

## Nevezetességei
A Lourdes-i Szűzanya tiszteletére szentelt kápolnája 1898-ban épült.

## Külső hivatkozások
- Perlak város hivatalos oldala